# Pandu (Grado)
Pandu es una entidad de población española del municipio de Grado, perteneciente a la comunidad autónoma del Principado de Asturias.

## Toponimia
El nombre del lugar puede encontrarse citado con las grafías Pando y Pandu.

## Historia
A mediados del siglo XIX, el lugar, ya por entonces perteneciente a la parroquia de Rañeces y al ayuntamiento de Grado, tenía contabilizada una población de 61 habitantes. Aparece descrito en el decimosegundo volumen del Diccionario geográfico-estadístico-histórico de España y sus posesiones de Ultramar de Pascual Madoz de la siguiente manera:

PANDO: l. en la prov. de Oviedo, ayunt. de Grado y feligresía de San Cosme y San Damian de Bañeces  [sic]. sit. en la pendiente meridional de la Melendrera sobre el r. Menende, despues de la venta de Panizera, los Llanos y Temia, siguiendo r. abajo. terreno calizo y poco fértil. prod.: maiz, escanda, habas, patatas y otros frutos. pobl. 14 vec., 61 habitantes.
(Madoz, 1849, p. 670)

En 2023, la entidad singular de población de Pandu tenía empadronados 13 habitantes.